# روبرتو غارسيا باروندو
روبرتو غارسيا باروندو (بالإسبانية: Roberto García Parrondo) مواليد 12 يناير 1980 في مدريد، هو لاعب كرة يد إسباني يلعب كجناح أيمن. مثل منتخب إسبانيا لكرة اليد.

## المسيرة الاحترافية
لعب مع نادي بلد الوليد لكرة اليد في الدوري الإسباني في سنة 2003، ثم لعب مع أديمار ليون من سنة 2003 إلى 2006، ثم لعب مع نادي بلد الوليد لكرة اليد في الدوري الإسباني في موسم 2006–2007، ثم لعب مع نادي ثيوداد ريال لكرة اليد من سنة 2007 إلى 2011.

## سجل المنافسة
شارك في البطولات التالية:
- بطولة أوروبا لكرة اليد للرجال 2012

## الإنجازات
- كأس أبطال الكؤوس الأوروبية لكرة اليد (1): كأس أبطال الكؤوس الأوروبية 2004–05
- الدوري الإسباني لكرة اليد (3): الدوري الإسباني لكرة اليد 2007-08، الدوري الإسباني لكرة اليد 2008-09، الدوري الإسباني لكرة اليد 2009-10
- كأس إسبانيا لكرة اليد (2): كأس إسبانيا لكرة اليد 2007، كأس إسبانيا لكرة اليد 2010
- كأس السوبر الإسبانية لكرة اليد (2): 2008، 2011
- دوري أبطال أوروبا لكرة اليد (2): دوري أبطال أوروبا لكرة اليد 2007–08، دوري أبطال أوروبا لكرة اليد 2008–09
- ألعاب البحر الأبيض المتوسط (1): ألعاب البحر الأبيض المتوسط 2005

## روابط خارجية
- روبرتو غارسيا باروندو على موقع الاتحاد الأوروبي لكرة اليد (الإنجليزية)
- روبرتو غارسيا باروندو على موقع أوليمبيديا (الإنجليزية)